# Papilio palinurus
Papilio palinurus - gatunek motyla z rodziny paziowatych występujący głównie w południowo-wschodniej części Azji. Jeden z nielicznych motyli o zielonym ubarwieniu. Pochodzi z lasów południowych terenów azjatyckich, m.in. z Republiki Związku Mjanmy, Borneo, Indonezji czy Filipin. Gąsienice tego osobnika żerują na roślinach z rodzaju ewodii. Papilio palinurus wyróżnia się szmaragdowym ubarwieniem skrzydeł, stosunkowo nieczęsto występującym wśród innych motyli. Ich rozpiętość sięga maksymalnie 10 cm, co umożliwia tym owadom prędki i zwinny lot.